# Холстебро
Холстебро (дан. Holstebro) је град у Данској, у западном делу државе. Град је у оквиру покрајине Средишње Данске, где са околним насељима чини једну од општина, Општину Холстебро. Данас Холстебро има око 34 хиљаде становника у граду и око 57 хиљада у ширем градском подручју.

## Географија
Холстебро се налази у западном делу Данске. Од главног града Копенхагена, град је удаљен 340 километара западно.
Рељеф: Град Холстебро се налази у западном делу данског полуострва Јиланд. Градско подручје је равничарско. Надморска висина средишта града креће се од 20-30 метара.
Клима: Клима у Холстеброу је умерено континентална са утицајем Атлантика и Голфске струје.
Воде: Холстебро се образовао у унутрашњости Данске, даље од мора. Кроз град протиче речица Сторе. У околини града и више мањих језера.

## Историја
Подручје Холстеброа било је насељено још у доба праисторије. Насеље се први пут спомиње 1274. г. 1552. године велики пожар је уништио град.
И поред петогодишње окупације Данске (1940-45.) од стране Трећег рајха Холстебро и његово становништво нису много страдали.

## Становништво
Данас Холстебро има око 34 хиљаде у градским границама и око 57 хиљада са околним насељима.
Етнички састав: Становништво Холстеброа је до пре пар деценија било било готово искључиво етнички данско. И данас су етнички Данци значајна већина, али мали део становништва су скорашњи усељеници.

## Галерија
- Пешачка улица у Холстеброу
- Главни градски трг
- Градска кућа Холстеброа
- Градска болница

## Партнерски градови
- Брашов
- Алтеа
- Бад Кецтинг
- Белађо
- Bundoran
- Гранвил
- Houffalize
- Meerssen
- Niederanven
- Превеза
- Sesimbra
- Sherborne
- Karkkila
- Окселесунд
- Јуденбург
- Хојна
- Кесег
- Сигулда
- Сушице
- Türi Rural Municipality
- Звољен
- Пријенај
- Marsaskala
- Сирет
- Agros
- Шкофја Лока
- Трјавна